# The Jungle Goddess
The Jungle Goddess é um seriado estadunidense de 1922, gênero aventura, dirigido por James Conway, em 15 capítulos, estrelado por Elinor Field, Truman Van Dyke e Marie Pavis. Uma coprodução da William N. Selig Productions e da Warner Brothers, foi distribuído por Export & Import Film Company, e veiculou nos cinemas estadunidenses entre 15 de maio e 21 de agosto de 1922.
Este seriado é considerado perdido.

## Sinopse
Uma jovem é raptada e jogada através de um cesto de um balão de ar quente, que acidentalmente se solta e flutua no meio da selva africana. A jovem é capturada por um tribo de canibais, e se transforma em uma deusa da tribo. Anos depois, um jovem que tinha sido seu amigo de infância, organiza uma expedição na selva para encontrá-la e salvá-la.

## Elenco
- Elinor Field ...Betty Castleton / “Jungle Goddess”
- Truman Van Dyke ...Ralph Dean
- Marie Pavis ...Mãe de Betty
- L.M. Wells ...Dr. James Scranton
- Lafe McKee ...Chefe Obar Sen
- Vonda Phelps ...Betty menina
- Olin Francis ...Alto Sacerdote
- William Pratt ...Constable
- George Reed ...Guia nativo

## Capítulos
1. Sacrificed to the Lions
2. The City of Blind Waters
3. Saved by the Great Ape
4. The Hell-Ship
5. Wild Beasts in Command
6. Sky High with a Leopard
7. The Rajah's Revenge
8. The Alligator's Victim
9. At Grips with Death
10. The Leopard Woman
11. Soul of Buddha
12. Jaws of Death
13. Cave of Beasts
14. Jungle Terrors
15. The Mad Lion